# اعتداء جنسي داخل الحرم الجامعي

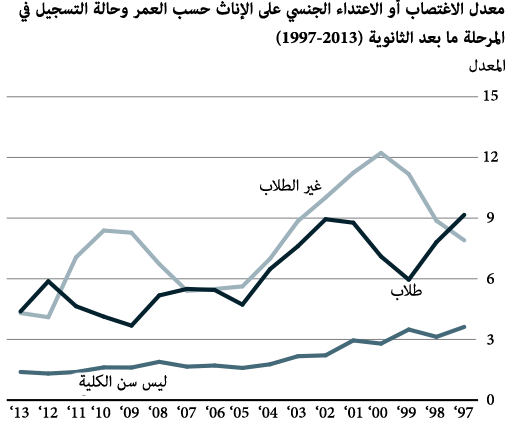
جدول يوضح حالات الإغتصاب والاعتداءات الجنسية لعينة من 1000 فتاة بين عامي 1995-2013

يتم تعريف الاعتداء الجنسي داخل الحرم الجامعي (بالإنجليزية:Campus sexual assault) على أنه الاعتداء الجنسي على طالب أو طالبة يحضر أو تحضر إلى مؤسسة للتعليم العالي، مثل الكلية أو الجامعة.
على الرغم من التعريف السابق إلا أن أقل من 40٪ من الحالات المبلغ عنها تحدث على ممتلكات الحرم الجامعي، وعلى الرغم من ذلك إلا ان بعض منها يكون بسبب الاخويات في المدارس. تعرف وزارة الخارجية الاغتصاب على أنه «أي اختراق سواء كان طفيف أو قوي، للمهبل أو فتحة الشرج مع أي جزء من الجسم أو الشخص أو الاختراق عن طريق الفم عن طريق العضو الجنسي لشخص آخر، دون موافقة الضحية»، ويعرف الاعتداء الجنسي بأنه«أي فعل جنسي موجه ضد شخص آخر، دون موافقة الضحية، ويتضمن التعريف الحالات التي تكون فيها الضحية غير قادرة على الموافقة.»
يحدث الاعتداء الجنسي لطلاب التعليم العالي بشكل متكرر ويحدث أكثر ضد المرأة، ولكن يمكن أن تكون الضحية أي الجنسين. تتأثر كل الأعراق والطبقات الاجتماعية بهذا الأمر. على الرغم من انخفاض معدل جرائم العنف ضد طلبة التعليم العالي في الولايات المتحدة بشكل كبير بين عامي 1995-2002 وتحديدا الطلبة والطالبات الذي تتراوح أعمارهم بين 18-24 سنة ظلت معدلات الاغتصاب وغيرها من أشكال الاعتداء الجنسي موجوده في حد ذاتها. تقديرات الاغتصاب التي تحدث اليوم تختلف باختلاف بشكل مختلف عن منهج الدراسة. تقول الدراسة التي أجراها المكتب الأمريكي لاحصاءات العدل أن حوالي 6.1 من حوادث الاعتداء الجنسي لعينة من 1000 طالبة (0.61٪) تحدث سنويا في الولايات المتحدة، في حين أن دراسات أخرى تشير أن ما يقرب من 19-27٪ من طالبات الكلية وحوالي 6-8٪ من طلاب الكلية قد تم الاعتداء عليهم عن طريق الاتصال الجنسي خلال فترة وجودهم في الكلية. تشير دراسة نشرت عام 2006 لعينه من الطلبة من السنة الثانية حتى السنة الرابعة في الكليات، وجدت أن خلال 7 أشهر حدثت أكثر من 35 حالة اغتصاب لـ 1000 طالبة (تم تعريف الاغتصاب بأنه «الاختراق الغير المرغوب به عن طريق القوة أو التهديد باستخدام القوة»). استنادا إلى هذه الدراسة، يمكن أن أي كلية تحوي 10,000 طالبة قد يتعرض 350 منهن إلى الاغتصاب سنويا. هذا يتعارض مع البيانات الكلية الرسمية. في عام 1999، بلغ عدد الجرائم الجنسية القسرية وغير القسرية حوالي 2,469 في جميع الجامعات الأمريكية وهذا مما يؤكد أن مستويات تقارير الاغتصاب قد إنخفضت.

ردا على الاتهامات بأن المدارس قد تدعم بشكل جيد النساء الذين اشتكوا من الاعتداء الجنسي، في عام 2011 أصدر مكتب الحقوق المدنية في ظل إدارة أوباما استخدم العنوان التاسع لإصدار «توجيهات» للجامعات. وقد تم إقرار في جميع الجامعات نظام يسمى «أيها الزميل» وهو خطاب من المؤسسات الأكاديمية التي يجب أن تجري تغييرات على كيفية التعامل مع مزاعم الاعتداء الجنسي وخفض معيار الإثبات، ووضع حدود زمنية للاستجابة للمزاعم، والحد من حقوق المتهم في استجواب مقدم الشكوى. تضمن توجيه مكتب الحقوق المدنية أيضا التهديدا لسحب التمويل الاتحادي للمدارس التي لا تطبق هذا النظام. وقد أثار خبراء قانونيون مخاوفهم بشأن مخاطر الانتهاكات ضد المتهم. بعد التغييرات في العمليات التأديبية، كانت العشرات من الدعاوى القضائية ضد الجامعات تم تقديمها من قبل رجال يزعمون التحيز أو انتهاك حقوقهم.

## تفشّي وانتشار الاغتصاب وغيره من الاعتداءات الجنسية
تبيّن البحوث بشكل دائم أنّ غالبيّة الناجين من الاعتداءات الجنسية كالاغتصاب وغيره لا يبلّغون الجهات القانونيّة المختصّة، تشتمل أسباب عدم الإبلاغ على الخوفِ من الانتقام أو الخجلِ أو عدمِ تأكّد الضحايا من أنّ الاعتداء الذي تعرّضوا له يُعتبر جريمة يعافب عليها القانون، أو لاعتقادهم أنّها حادثة ليست خطيرة بما فيه الكفاية للإبلاغ عنها. وعلى الرغم من المعاناة النّفسيّة التي يتعرّض لها الناجون من العنف الجنسي إلّا أنّهم يعتقدون أنّ تكاليف الإبلاغ (كفقدان الخصوصيّة أو الإذلال أو الاضطرار للشهادة في مركز الشرطة أو في جلسة تأديبيّة داخل الحرم الجامعيّ) تفوق أيّة منافعٍ من الممكن أن يحصلوا عليها في حال إبلاغهم عن الاعتداء. احتمال أن تقدّم النساء ذوات البشرة الملوّنة، أو أولئك اللاتي تعرّضن للاغتصاب من قبل أحد معارفهنّ أو أحد أفراد أسرهنّ والنساء اللاتي كنّ يستعملن المخدّرات أو كنّ تحت تأثير الكحول أثناء تعرّضهنّ للاعتداء إبلاغاً للشرطة أقلّ من احتمال تقديم الضحايا الآخرون لهكذا إبلاغ.
نتيجة لعدم الإبلاغ، قد تقلّل المصادر التي تعتمد على سجلّات الشرطة أو التقارير الرسميّة للجرائم، كتقارير الجريمة الموحّدة من مكتب التحقيقات الفيدرالية من عدد جرائم الاغتصاب والاعتداءات الجنسيّة في سنةٍ معيّنة، وتستخدم استطلاعات الرأي كوسيلة بديلة لتعداد الادّعاءات المتعلّقة بالاغتصاب أو الاعتداء الجنسي التي لم تسجّلها الشرطة.
تُقدّر الأبحاث أنّ نسبة النساء اللّاتي تعرّضن للاغتصاب أو الاعتداء الجنسيّ منذ بداية حياتهنّ الجامعيّة تتراوح بين 0,35 ٪. إلى 10 ٪إلى 29 ٪ تساهم العديد من عوامل الاختلافات المنهجيّة في هذه التفواتات الكبيرة بالنسب، كطريقة إجراء المسح، أو تعريف الاغتصاب والاعتداء الجنسيّ المستخدم في المسح، أو طريقة صياغة الأسئلة، أو الفترة الزمنيّة التي تمّ إجراء المسح فيها.حاليّاً، لا يوجد توافقٌ تامّ حول أفضلِ منهجيّة لإحصاءِ عدد حالاتِ الاغتصاب والاعتداء الجنسي.

## استطلاعات في البيئة الجامعيّة
قامت رابطة الجامعات الأمريكيّة (AAU) في عام 2015 بدراسة استقصائيّة حول الاعتداءات الجنسيّة، وكانت واحدة من أكبر الدراسات التي أُقيمت حول العنف الجنسيّ في الجامعات، بمشاركة 150 ألف طالب من 27 جامعة ضمّت أغلب جامعات (اتّحاد آي في واي "Ivy League") وشملت أيضاً طلّاب جامعة كالتك، جامعة تكساس أي أند إم، جامعة ولاية أيوا، جامعة تكساس، جامعة كيس وسترن ريسرف، جامعة فلوريدا، جامعة بيتسبرغ، جامعة بوردو، جامعة أريزونا، جامعة كولومبيا، جامعة كورنيل، جامعة واشنطن في سانت لويس، جامعة ولاية أوهايو، جامعة منيسوتا، جامعة كارولينا الشمالية، جامعة أوريغون، جامعة فرجينيا، جامعة براون، جامعة ولاية ميشيغان، جامعة هارفارد، جامعة ميسوري، جامعة بنسلفانيا، كلّيّة دارتموث، جامعة ويسكونسن، جامعة ييل، جامعة كاليفورنيا الجنوبية، وجامعة ميتشيغان. ووجدت الدراسة أنّ أكثر من 20% من الإناث و 5% من الذكور الجامعيّين ذكروا أنّهم كانوا ضحايا للاتّصال الجنسي غير التوافقيّ، من اللّمس الجنسيّ غير المرغوب به أو التقبيل وحتّى الإيلاج، إمّا من خلال استخدام القوّة الجسديّة أو بسبب العجز عن المقاومة. وكان المعدّل الكلّيّ للاستجابة 19%. وقد لوحظ أنّ المعدّلات المنخفضة للتجاوب ليست إلّا مؤشّراً غير مباشر على موثوقيّة النتائج، فتقديرات الاعتداءات الجنسية هذه قد تكون مبالغاً بها باعتبار أنّ المستجوبين كانوا أكثر عرضةً للاعتداء الجنسيّ من أولئك الذين لم يجري عليهم المسح الاستقصائي.
قال معظم المستجوبين الذين أفادوا عن تعرّضهم لاعتداء جنسي لرابطة الجامعات الأمريكيّة أنّهم لم يبلغوا الشرطة أو السلطات في الحرم الجامعي عن الحادث لأنهم لم يعتبروا أنّ ما تعرّضوا له «خطير بما فيه الكفاية» للإبلاغ، حتّى في الحالات التي تضمّنت اختراقًا قسريًا. وقال نصف الذين أفادوا عن الاختراق القسريّ أنهم لم يبلغوا عن هذه الجريمة لأنهم لا يعتقدون أنّها خطيرة بما فيه الكفاية. قال الزميل في معهد بروكينغز ستيوارت تايلور جونيور Stuart Taylor Jr. أنّ «التفسير الأكثر منطقيّة هو أنّ معظم أولئك المصنّفين من قبل الاستطلاع على أنّهم» ضحايا«الاعتداء الجنسي أو الاغتصاب لم يدركوا أنّهم قد تعرّضوا بالفعل لاعتداء جنسيّ».
وأشار أستاذ التاريخ في كلّيّة بروكلن روبيرت دايفيد جونسون KC Johnson الذي تتبّع قضايا الاعتداءات الجنسية في الكلّيّة، إلى أنّه إذا ما تمّ أخذُ استطلاعِ رابطةِ الجامعاتِ الأمريكيّة AAU بشكلٍ حرفيّ، فإنّ معدّلات الجرائم العنيفة في الجامعات تُسجّل نسباً عالية جدّاً أعلى من أيّ مدينة في البلاد. جادل ستيوارت تايلور جونيور في مقالة افتتاحية لصحيفة واشنطن بوست بأنّ الاستطلاع كان عرضة للانحياز القائم على عدم الإجابة، واعتمد على تعريفٍ واسعٍ جدّاً للاعتداء الجنسيّ.